# Acnemia longipalpis
Acnemia longipalpis är en tvåvingeart som beskrevs av Zatizev 2006. Acnemia longipalpis ingår i släktet Acnemia och familjen svampmyggor. Inga underarter finns listade i Catalogue of Life.